# 横穴墓

吉見百穴（2010年11月）

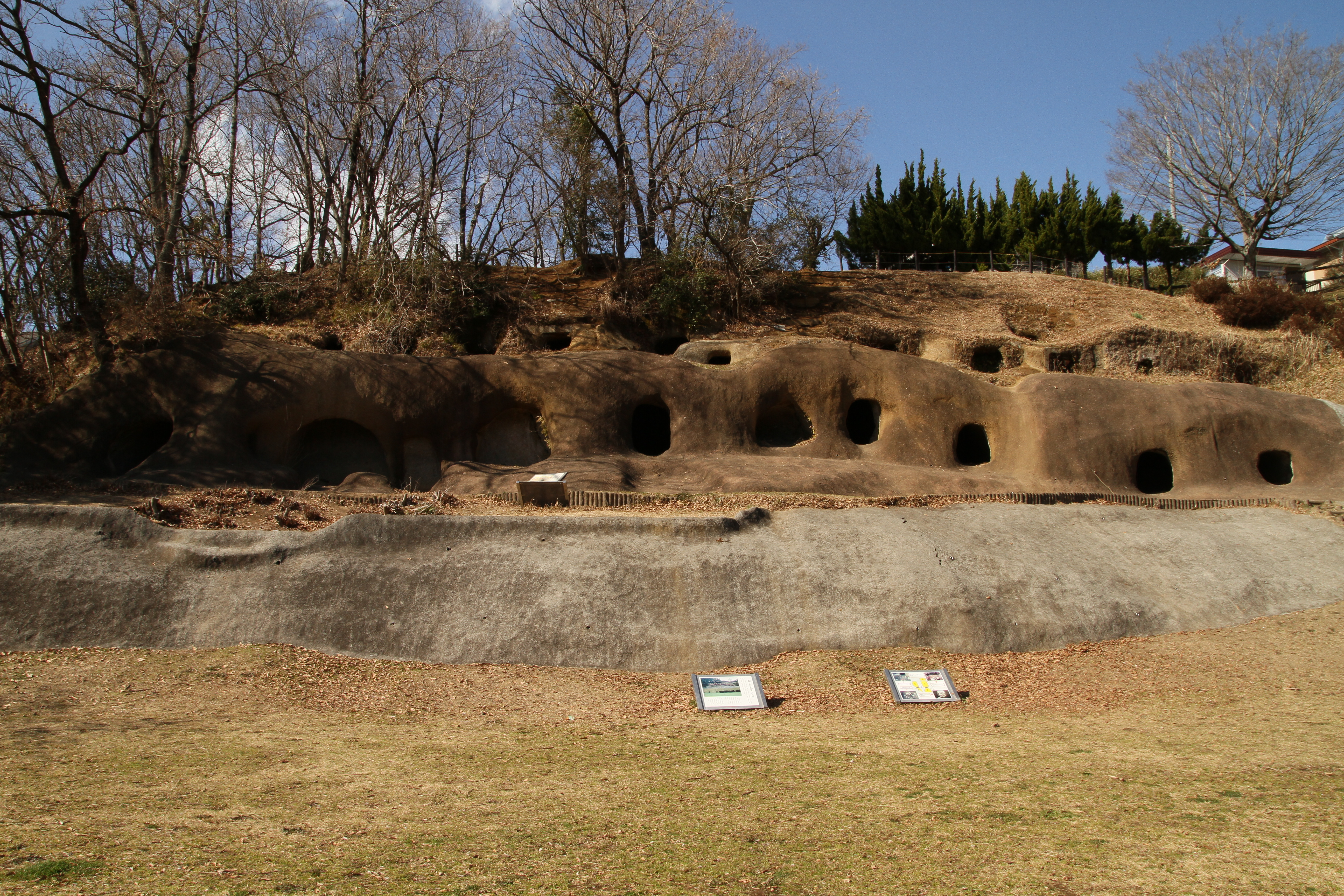
柏谷横穴群（2013年2月）

横穴墓（よこあなぼ/おうけつぼ）とは、一般に台地や丘陵の斜面に高さ2メートル前後、奥行数メートルの洞窟=横穴を掘り、その中に人間を埋葬した墓のことである。古代東アジアなどでもみられるが、日本では考古学用語として、主に古墳時代に現れたこのタイプの墓制を指してこの呼称が用いられる。

## 形態

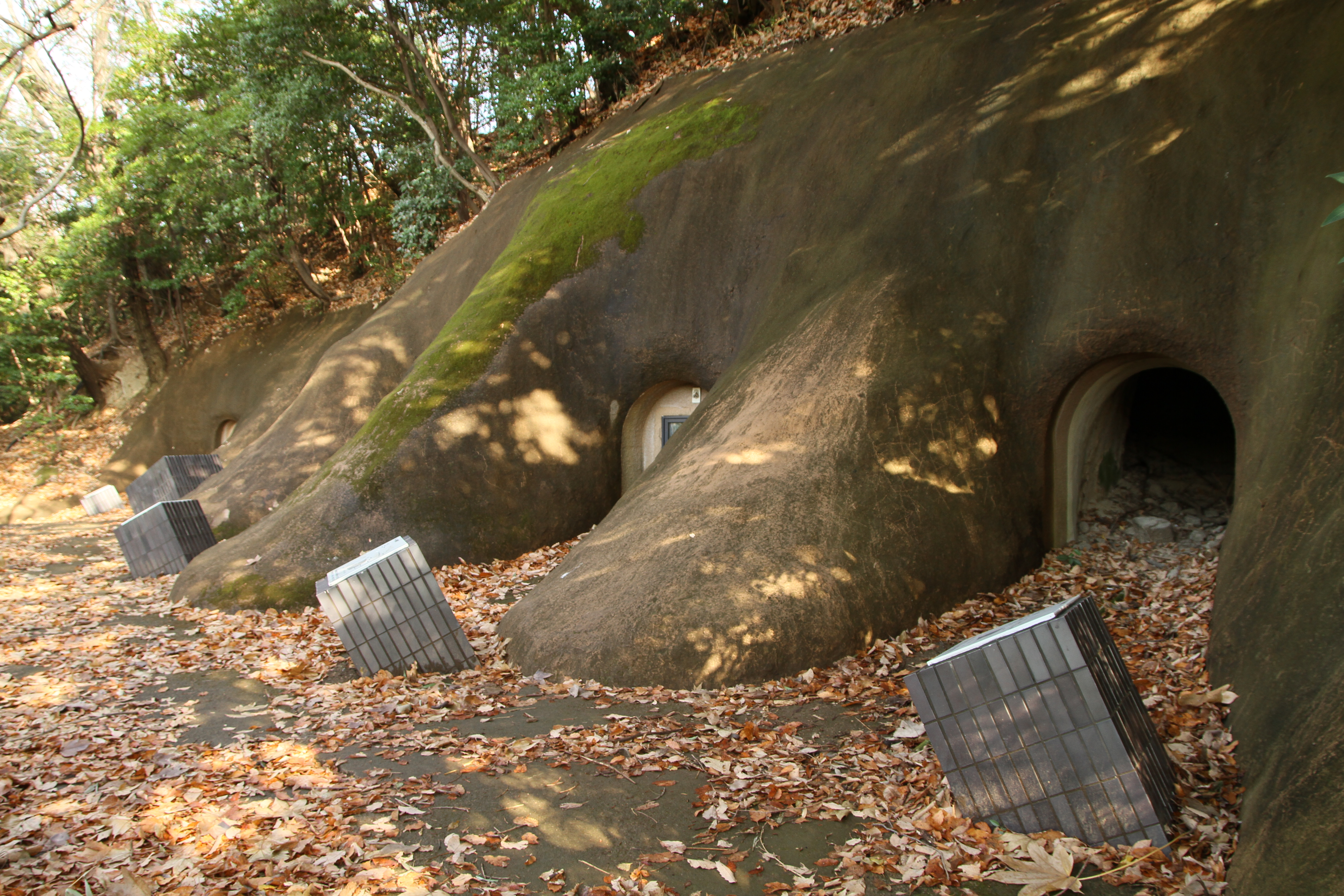
市ヶ尾横穴墓群B群。前庭と入口。

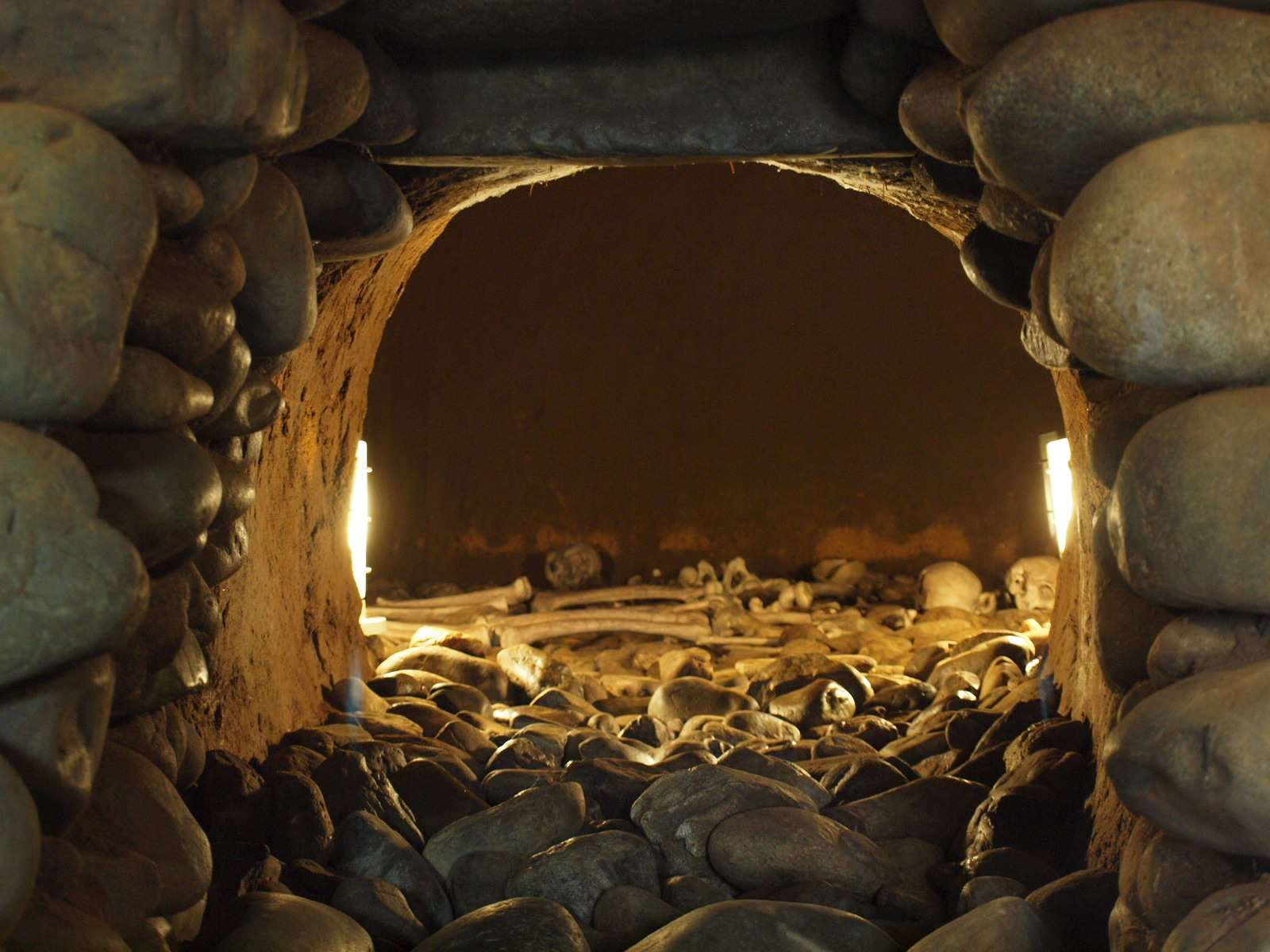
出山横穴墓群。入口・羨道側から玄室を見る。人骨が安置されている。

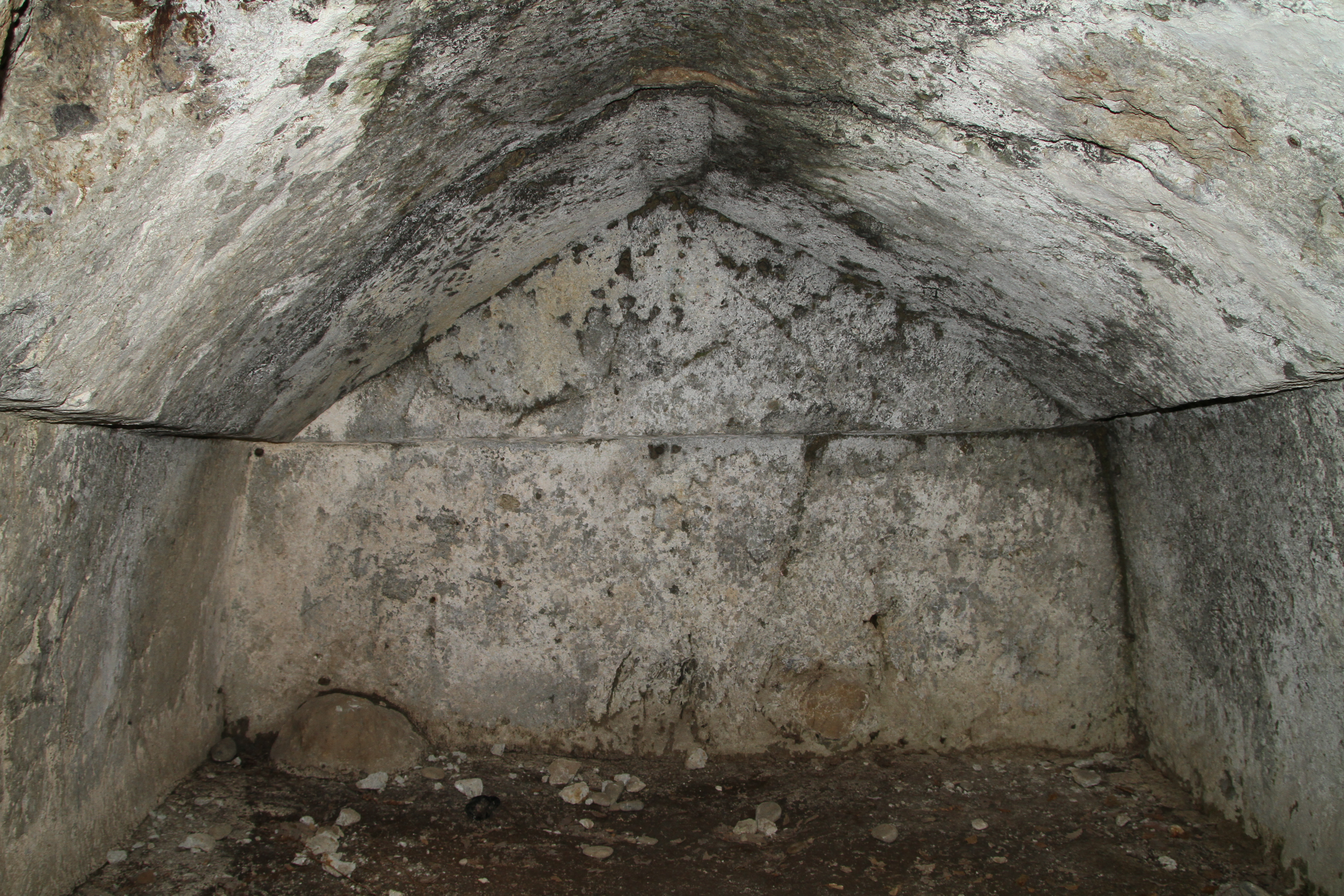
楊谷寺谷戸横穴墓群11号墓の家形玄室。

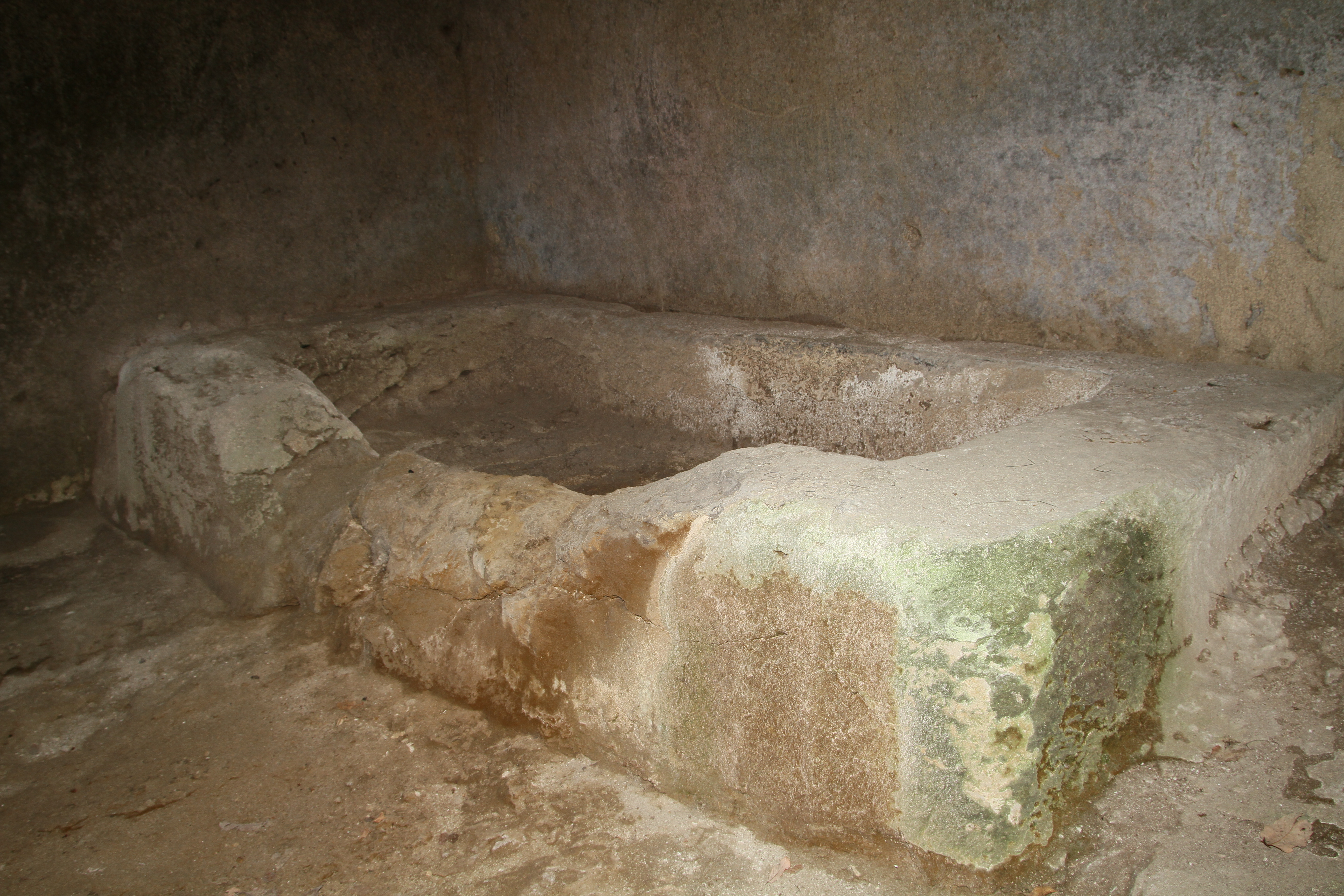
長柄横穴群11号墓の棺座。

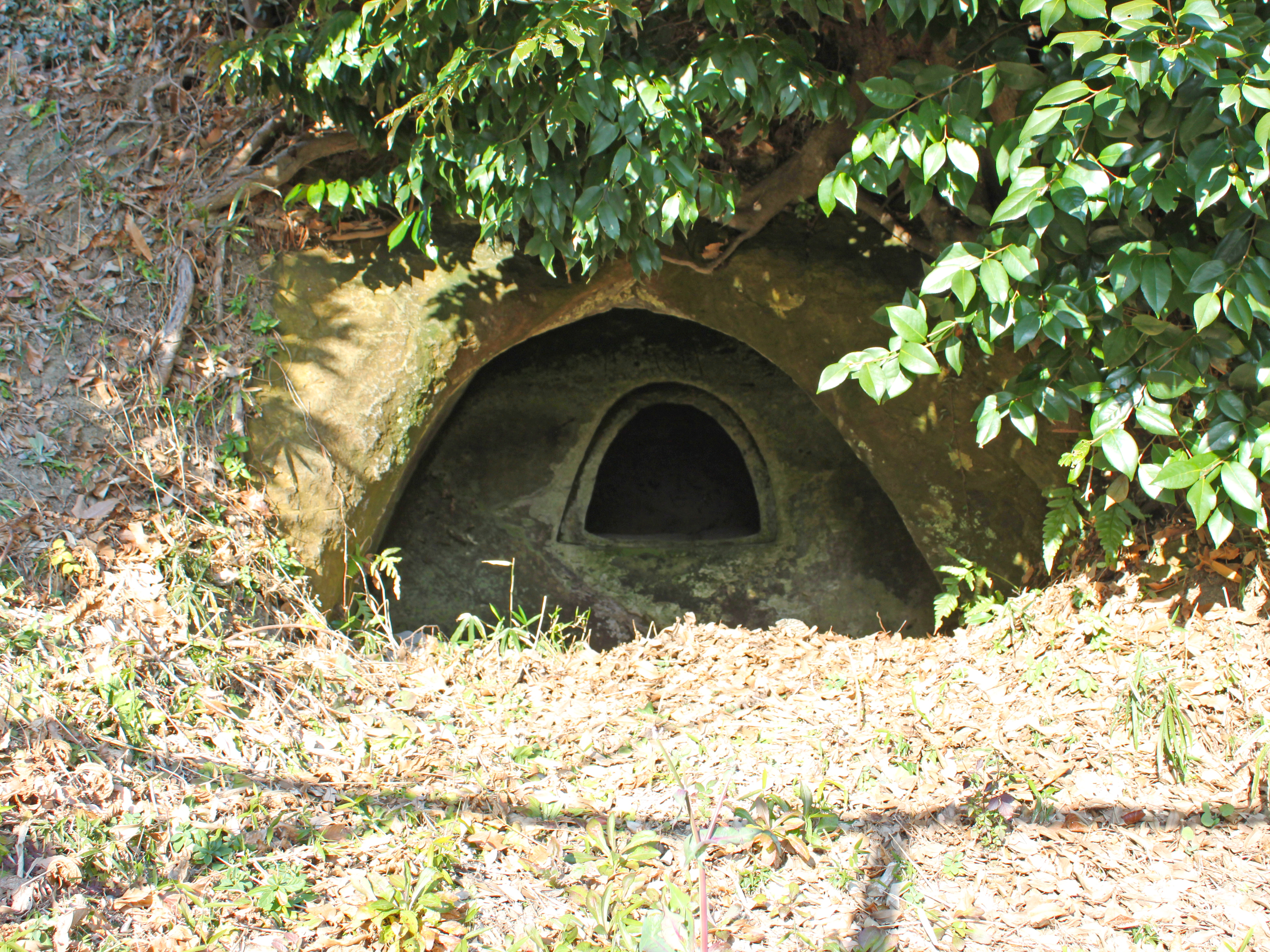
宮ノ前横穴墓群の鎌倉型横穴墓。写真のものは羨道と玄室がほとんど崩壊しているので奥の「棺室」が見やすい。

構造は古墳の横穴式石室に似ていて、斜面の岩盤をくり貫いて造られ、入口から羨道（えんどう/せんどう）を通り、死者を安置する奥の玄室（げんしつ）に至る。墳丘をもたないのが通例であるが、例外も一部ある。玄室には棺や、棺を置く台（棺座）を削りだした例もある。天井の形態は、家形・ドーム形・アーチ形がある。また、羨道と玄室の間に「前室」を設けたり、入口の前に「前庭」を設ける例がある。神奈川県南東の旧鎌倉郡には、「鎌倉型横穴墓」と呼ばれるアーチ形天井の玄室奥壁に「棺室」という置き棚のような小部屋を掘り造った形態例がある。
横穴墓は単独で存在することは稀で、おおむね複数からなる「横穴墓群」と呼ばれる遺跡群を形成する。200基以上で構成され、国指定史跡になっている埼玉県比企郡吉見町の吉見百穴などが著名である。
また内部の壁面や天井に線刻画をともなう例もある。九州および関東から東北地方南部の太平洋沿岸では、彩色が施された例もいくつかみられる。これらは装飾古墳にも位置づけられる。

## 起源と変遷
古墳時代、5世紀後半の九州北部の豊前地域に淵源を持つと考えられている。おもに6世紀中葉に山陰・山陽・近畿・東海地方まで盛行した。7世紀初頭までには北陸・関東・東北南部まで分布した。薄葬令前後から爆発的に増加した。一部では奈良時代の8世紀中頃まで造られ終焉した。

## 名称
横穴古墳ともいうが、正確には古墳とは墳丘を持つ高塚古墳を意味するため、墳丘をもたないものは横穴墓というべきである。ただし分類上は広義の「古墳」に含まれる。また人工の墳丘の側面から埋葬する施設（横穴式石室）を持つ「横穴式」古墳のことを横穴墓とはいわない。なお鎌倉時代以降の中世では、神奈川県（相模国）の鎌倉地方を中心に同様の洞窟式墓制が存在するが、これらはやぐらと呼ばれ、古墳時代の横穴墓との系統上の関係性はない。
明治時代初期には、その用途について住居か墓かの論争（穴居論争）があったため、単に「横穴」と呼ばれ、墓であるという結論が得られた後も「横穴」の名称が用いられ続けた。その後、「横穴古墳」（よこあなこふん）という名称が使われ始め、昭和時代初期から中頃にかけては「横穴」と二分された。昭和40年代（1965年頃～）に入ると「横穴墓」という名称が使われるようになり、次第に主流となった。「横穴墓」は関東の研究者、「横穴」は関西の研究者を中心に使われる傾向がある。
「横穴墓」は、「よこあなぼ」とも「おうけつぼ」とも読むが、穴居論争当時に「横穴」を「よこあな」と読んでいたこと、また、「横穴式石室」を「よこあなしきせきしつ」と読んで「おうけつしきせきしつ」とは読まないことから、「よこあなぼ」が適切と考えられている。

## 分布と著名な横穴墓
九州から山陰、近畿をはじめとし、北陸、東海を経て、特に南関東が多い。北限は宮城県北部といわれている。静岡県内では約3000基を数える。

### 東北地方
- 山畑横穴群（宮城県大崎市） - 国の史跡、26基
- 愛宕山横穴墓群（宮城県仙台市太白区）
- 茂ヶ崎横穴墓群（宮城県仙台市太白区） - 25基、現存せず
- 宗禅寺横穴墓群（宮城県仙台市太白区）
- 清戸迫横穴墓（きよとさくおうけつぼ、福島県双葉町） - 国の史跡、300基以上
- 泉崎横穴墓（福島県西白河郡泉崎村） - 国の史跡
- 中田横穴（福島県いわき市） - 国の史跡
- 羽山横穴（福島県南相馬市原町区中大田字天狗田） - 国の史跡
- 和田大仏及び横穴墓群（福島県須賀川市） - 市の史跡

### 関東地方
- 十五郎穴横穴墓群（茨城県ひたちなか市中根） - 300基以上
- 唐御所横穴（栃木県那須郡那珂川町） - 国の史跡、北向田・和見横穴墓群に属す
- 長岡百穴（栃木県宇都宮市） - 52基
- 吉見百穴（埼玉県比企郡吉見町） - 国の史跡、200基以上
- 黒岩横穴墓群（埼玉県比企郡吉見町） - 30基以上
- 十郎横穴墓群（埼玉県比企郡鳩山町） - 3基以上
- 滝之城横穴墓群（埼玉県所沢市） - 9基
- 北秋津横穴墓群（埼玉県所沢市） - 8基
- 比丘尼山横穴墓群（埼玉県東松山市） - 50基以上
- 高根横穴墓群（埼玉県熊谷市） - 市の史跡
- 長柄横穴群（千葉県長生郡長柄町） - 国の史跡、300基以上
- 出山横穴墓群（東京都三鷹市） - 都の史跡、10基
- 中和田横穴墓群（東京都多摩市） - 14基
- 等々力渓谷横穴群（東京都世田谷区）
- 荏子田横穴（かんかん穴）（神奈川県横浜市青葉区） - 市指定史跡、2基
- 市ヶ尾横穴古墳群（神奈川県横浜市青葉区） - 県指定史跡、19基
- 㹨川流域横穴墓群（鎌倉型密集地）
  - 松ヶ崎横穴墓群（神奈川県横浜市港南区）-市登録地域史跡、8基?
  - 七石山横穴墓群（神奈川県横浜市栄区） - 市登録地域史跡、発見当時100基以上
  - 宮ノ前横穴墓群（神奈川県横浜市栄区）-23基
  - ひこしヶ谷横穴墓群（神奈川県横浜市栄区）-12基

### 東海地方
- 柏谷横穴群（かしやよこあなぐん、静岡県函南町） - 国の史跡、106基
- 北江間横穴群（静岡県伊豆の国市） - 国の史跡、101基
- 江浦横穴群（静岡県沼津市） - 県の史跡、92基

### 北陸地方
- 法皇山横穴古墳（石川県加賀市） - 国の史跡、150基以上

### 近畿地方
- 高井田横穴墓群（大阪府柏原市） - 国の史跡、200基以上
- 安福寺横穴群（大阪府柏原市） - 32基

### 中国地方
- 十王免横穴群（島根県松江市） - 37基
- 狐谷横穴墓群（島根県松江市） - 16基
- 上塩冶横穴墓群（島根県出雲市）
- 高津久横穴墓群（島根県隠岐郡知夫村）

### 九州地方
- 竹並遺跡（福岡県行橋市） - 1,000基以上
- 城山横穴群（福岡県田川郡福智町） - 国の史跡、200基以上
- 水町遺跡（福岡県直方市） - 県の史跡、40基以上
- 古月横穴（福岡県鞍手郡鞍手町） - 国の史跡
- 石貫ナギノ横穴群（熊本県玉名市） - 国の史跡
- 石貫穴観音横穴群（熊本県玉名市） - 国の史跡
- 鍋田横穴群（熊本県山鹿市） - 国の史跡、60基
- 大村横穴群（熊本県人吉市） - 国の史跡、27基
- 四日市横穴群（大分県宇佐市） - 国の史跡、161基
- 滝尾百穴横穴古墳群（大分県大分市） - 市の史跡、75基
- 蓮ヶ池横穴群（宮崎県宮崎市） - 国の史跡

## 文献
- 金井塚良一『吉見百穴横穴墓群の研究』（校倉書房、1975年）
- 池上悟『横穴墓』（ニュー・サイエンス社、1980年）
- 池上悟『日本の横穴墓』（雄山閣出版、2000年）
- 池上悟『日本横穴墓の形成と展開』（雄山閣出版、2004年）
- 永原慶二監修 著、石上英一他 編『岩波 日本史辞典』岩波書店、1980年。ISBN 4-00-080093-0。
- 栄の歴史編集委員会『栄の歴史』神奈川県横浜市栄区地域振興課 2013年（平成25年）3月発行
- 奈良文化財研究所「遺跡情報の構造」『遺跡データベース簡易版』奈良文化財研究所、2020年6月12日。